# Луций Антисций Бур
Вижте пояснителната страница за други личности с името Бур.
Луций Антисций Бур (на латински: Lucius Antistius Burrus; † 189) е политик и сенатор на Римската империя през 2 век. Той е зет на император Марк Аврелий.

## Биография
Бур е син на Квинт Антисций Адвент Постумий Аквилин (суфектконсул 167 г.) и Новия Криспия. Той е женен за Вибия Аврелия Сабина, сестра на император Комод.
През 181 г. е консул заедно с император Комод. След седем години участва в заговор против Комод и е убит от преториански префект Марк Аврелий Клеандър, след като Пертинакс го издава.